# Dario Andriotto
Dario Andriotto (Busto Arsizio, 25 de octubre de 1972) es un ciclista italiano, que fue profesional de 1995 a 2010. Fue director deportivo del conjunto EOLO-KOMETA Cycling Team.

## Palmarés
1994
- Campeón del mundo en contrarreloj por equipos

1997
- Campeonato de Italia Contrarreloj
- Gran Premio Nobili Rubinetterie
- 1 etapa del Tour de Polonia

## Resultados en Grandes Vueltas y Campeonatos del Mundo
| Carrera              | Carrera              | 1995 | 1996 | 1997 | 1998 | 1999 | 2000 | 2001  | 2002 | 2003  | 2004  | 2005 | 2006  | 2007  | 2008 | 2009 | 2010  |
| -------------------- | -------------------- | ---- | ---- | ---- | ---- | ---- | ---- | ----- | ---- | ----- | ----- | ---- | ----- | ----- | ---- | ---- | ----- |
|                      | Giro de Italia       | ―    | Ab.  | Ab.  | Ab.  | ―    | ―    | 130.º | Ab.  | 83.º  | 54.º  | 97.º | 146.º | 111.º | ―    | Ab.  | 132.º |
|                      | Tour de Francia      | ―    | ―    | ―    | ―    | ―    | ―    | ―     | ―    | 144.º | ―     | ―    | ―     | ―     | ―    | ―    | ―     |
|                      | Vuelta a España      | ―    | ―    | ―    | ―    | Ab.  | ―    | ―     | Ab.  | ―     | 103.º | ―    | 115.º | ―     | ―    | ―    | ―     |
| Mundial Contrarreloj | Mundial Contrarreloj | —    | —    | 13.º | —    | —    | —    | —     | —    | —     | —     | —    | —     | —     | —    | —    | —     |

—: no participa
Ab.: abandono